# Siegfried Großmann
Siegfried Großmann (Königsberg, 28 de fevereiro de 1930) é um físico alemão.